# Festival d'escacs de Biel
El Festival d'escacs de Biel és un torneig d'escacs que se celebra anualment durant el mes de juliol al municipi suís de Biel/Bienne. És el principal esdeveniment escaquístic que es fa a Suïssa, i el 3r festival d'escacs més antic d'Europa després del Torneig de Hastings i el Torneig de Wijk aan Zee (la primera edició del torneig de Wijk aan Zee fou el 1938).
La primera edició del torneig de Biel/Bienne se celebrà el 1968, i fins a 1976 va ser organitzat com un obert per sistema suís a 11 rondes.
A partir de 1977 se celebra també en paral·lel al torneig obert un torneig reservat a Grans Mestres, per invitació, jugat per sistema round-robin, que ha anat variant de nombre de rondes; l'edició de 1977 va tenir 16 participants (i 15 rondes). El 1987 es va jugar un torneig a doble volta amb vuit participants, i des de llavors el torneig de mestres s'ha jugat diverses vegades a doble volta amb sis participants.

## Torneigs interzonals (1976, 1985 i 1993)
Tres de les edicions del torneig varen servir com a Torneig Interzonal, dins el cicle dels corresponents campionats del món, les dels anys 1976, 1985 i 1993.
Palmarès dels torneigs interzonals de Biel/Bienne
- 1976 : Bent Larsen ( Dinamarca).
- 1985 : Rafael Vaganian ( Unió Soviètica).[2]
- 1993 : Borís Guélfand ( Belarús). Aquest torneig, el darrer interzonal organitzat per la FIDE, va ser probablement el torneig més fort mai organitzat sota el sistema suís, amb la presència de gran part de l'elit mundial del moment: Gata Kamsky, Vladímir Kràmnik, Viswanathan Anand, Michael Adams, Vassili Ivantxuk, Aleksei Xírov, Judit Polgár, Víktor Kortxnoi, Vassili Smislov, Vesselín Topàlov, Lajos Portisch, Aleksandr Khalifman.

## Quadre d'honor del torneig
| #  | Any      | Torneig de GM                                              | Torneig Obert |
| -- | -------- | ---------------------------------------------------------- | --- |
| 1  | 1968     |                                                            | Edwin Bhend (Suïssa)                                                                                              |
| 2  | 1969     |                                                            | Jan Timman (Països Baixos)                                                                                        |
| 3  | 1970     |                                                            | Predrag Ostojic (Iugoslàvia)                                                                                      |
| 4  | 1971     |                                                            | Stanimir Nikolic (Iugoslàvia)                                                                                     |
| 5  | 1972     |                                                            | Milan Vukic (Iugoslàvia)                                                                                          |
| 6  | 1973     |                                                            | Milan Vukic (Iugoslàvia) · Janos Flesch (Hongria)                                                                 |
| 7  | 1974     |                                                            | Bela Soos (Romania)                                                                                               |
| 8  | 1975     |                                                            | Mišo Cebalo (Iugoslàvia) · John Pigott (Austràlia) · David Parr (Austràlia)                                       |
| 9  | 1976     | Bent Larsen (Dinamarca) (Interzonal)                       | Dragutin Sahovic (Iugoslàvia) · Radovan Govedarica (Iugoslàvia)                                                   |
| 10 | 1977     | Tony Miles (Anglaterra)                                    | Miguel Quinteros (Argentina)                                                                                      |
| 11 | 1978     |                                                            | Charles Partos (Suïssa)                                                                                           |
| 12 | 1979     | Víktor Kortxnoi (Suïssa)                                   | Yehuda Gruenfeld (Israel) · Jean Hebert (Canadà)                                                                  |
| 13 | 1980     | Yehuda Gruenfeld (Israel)                                  | Israel Zilber (Estats Units) · Josip Rukavina (Iugoslàvia) · Beat Züger (Suïssa) · Peter Scheeren (Països Baixos) |
| 14 | 1981     | Eric Lobron (Alemanya) · Vlastimil Hort (Txecoslovàquia)   | Nathan Birnboim (Israel) · Laszlo Karsa (Hongria) · Ron Henley (Estats Units) · Eduard Meduna (Txecoslovàquia)    |
| 15 | 1982     | John Nunn (Anglaterra) · Florin Gheorghiu (Romania)        | Ivan Nemet (Iugoslàvia)                                                                                           |
| 16 | 1983     | Tony Miles (Anglaterra) · John Nunn (Anglaterra)           | Jaan Eslon (Suècia)                                                                                               |
| 17 | 1984     | Vlastimil Hort (Alemanya) · Robert Hübner (Alemanya)       | Carlos Garcia-Palermo (Argentina)                                                                                 |
| 18 | 1985     | Rafael Vaganian (Unió Soviètica) (Interzonal)              | Ian Rogers (Austràlia) · Alon Greenfeld (Israel)                                                                  |
| 19 | 1986     | Lev Polugaievski (Unió Soviètica) · Eric Lobron (Alemanya) | Daniel Campora (Argentina)                                                                                        |
| 20 | 1987     | Borís Gulko (Estats Units)                                 | Lev Gutman (Israel)                                                                                               |
| 21 | 1988     | Ivan Sokolov (Iugoslàvia) · Borís Gulko (Estats Units)     | Gennadi Kuzmin (Unió Soviètica)                                                                                   |
| 22 | 1989     | Vassil Ivantxuk (Unió Soviètica)                           | Matthias Wahls (Alemanya)                                                                                         |
| 23 | 1990     | Anatoli Kàrpov (Unió Soviètica)                            | Víktor Gàvrikov (Unió Soviètica)                                                                                  |
| 24 | 1991     | Aleksei Xírov (Espanya)                                    | Zurab Sturua (Unió Soviètica)                                                                                     |
| 25 | 1992     | Anatoli Kàrpov (Rússia)                                    | Alexander Shabalov (Letònia)                                                                                      |
| 26 | 1993     | Plantilla:Country data Belarús (Interzonal)                | Vadim Milov (Israel)                                                                                              |
| 27 | 1994     | Víktor Gàvrikov (Suïssa)                                   | Utut Adianto (Indonèsia)                                                                                          |
| 28 | 1995     | Alexei Dreev (Rússia)                                      | Ígor Glek (Alemanya)                                                                                              |
| 29 | 1996     | Anatoli Kàrpov (Rússia)                                    | Zurab Sturua (Geòrgia)                                                                                            |
| 30 | 1997     | Viswanathan Anand (Índia)                                  | Ildar Ibragimov (Rússia)                                                                                          |
| 31 | 1998     | Mladen Palac (Croàcia)                                     | Miloš Pavlović (Iugoslàvia)                                                                                       |
| 32 | 1999     | Jeroen Piket (Països Baixos)                               | Vadim Milov (Suïssa)                                                                                              |
| 33 | 2000     | Piotr Svídler (Rússia)                                     | Boris Avrukh (Israel)                                                                                             |
| 34 | 2001     | Víktor Kortxnoi (Suïssa)                                   | Boris Avrukh (Israel)                                                                                             |
| 35 | 2002     | Ilià Smirin (Israel)                                       | Miloš Pavlović (Iugoslàvia)                                                                                       |
| 36 | 2003     | Aleksandr Morozévitx (Rússia)                              | Mikhail Ulibin (Rússia)                                                                                           |
| 37 | 2004     | Aleksandr Morozévitx (Rússia)                              | Christian Bauer (França)                                                                                          |
| 38 | 2005[3]  | Borís Guélfand (Israel) · Andrei Volokitin (Ucraïna)       | Mikhail Kobalia (Rússia)                                                                                          |
| 39 | 2006[4]  | Aleksandr Morozévitx (Rússia)                              | Bartosz Soćko (Polònia)                                                                                           |
| 40 | 2007     | Magnus Carlsen (Noruega)                                   | Mikhail Ulibin (Rússia)                                                                                           |
| 41 | 2008[5]  | Ievgueni Alekséiev (Rússia)                                | Vladimir Belov (Rússia)                                                                                           |
| 42 | 2009     | Maxime Vachier-Lagrave (França)                            | Boris Grachev (Rússia)                                                                                            |
| 43 | 2010[6]  | Fabiano Caruana (Itàlia)                                   | Aleksandr Riazàntsev (Rússia)                                                                                     |
| 44 | 2011     | Magnus Carlsen (Noruega)                                   | Ni Hua (Xina) |
| 45 | 2012[7]  | Wang Hao (Xina)                                            | Igor Kurnosov (Rússia)                                                                                            |
| 46 | 2013[8]  | Maxime Vachier-Lagrave (França)                            | Pentala Harikrishna (Índia)                                                                                       |
| 47 | 2014[9]  | Maxime Vachier-Lagrave (França)                            | Baskaran Adhiban (Índia)                                                                                          |
| 48 | 2015[10] | Maxime Vachier-Lagrave (França)                            | Emil Sutovsky (Israel)                                                                                            |
| 49 | 2016[11] | Maxime Vachier-Lagrave (França)                            | Samuel Shankland (Estats Units)[12]                                                                               |
| 50 | 2017     | Hou Yifan (Xina)                                           | Mateusz Bartel (Polònia)                                                                                          |
| 51 | 2018[13] | Xakhriar Mamediàrov (Azerbaidjan)                          | Suri Vaibhav (Índia)                                                                                              |
| 52 | 2019     | Santosh Gujrathi Vidit (Índia)                             | Amin Tabatabaei (IRI)                                                                                             |